# 4572 Brage
4572 Brage è un asteroide della fascia principale. Scoperto nel 1986, presenta un'orbita caratterizzata da un semiasse maggiore pari a 2,5932238 UA e da un'eccentricità di 0,1580611, inclinata di 12,01085° rispetto all'eclittica.